# 파로 (부탄)

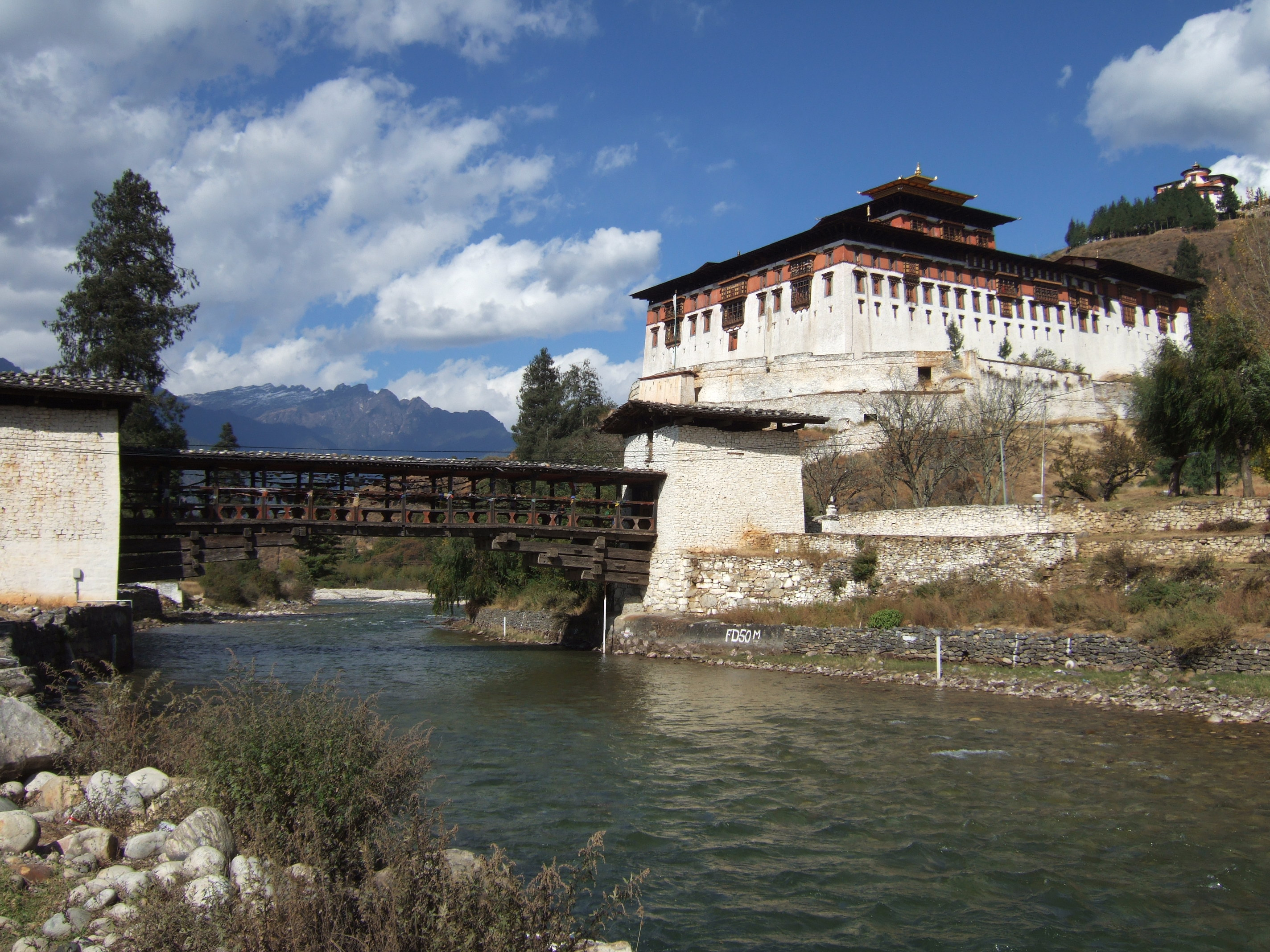
파로 린풍 사원

파로(종카어: སྤ་རོ་, Paro)는 부탄 파로 현의 도시로, 파로 현의 현청 소재지이며 파로 계곡이 흐르는 지점에 위치한다. 티베트족의 침입으로부터 마을을 보호하기 위해 건설된 요새 유적이 남아 있다. 교통에는 파로 공항이 있다.

## 사진

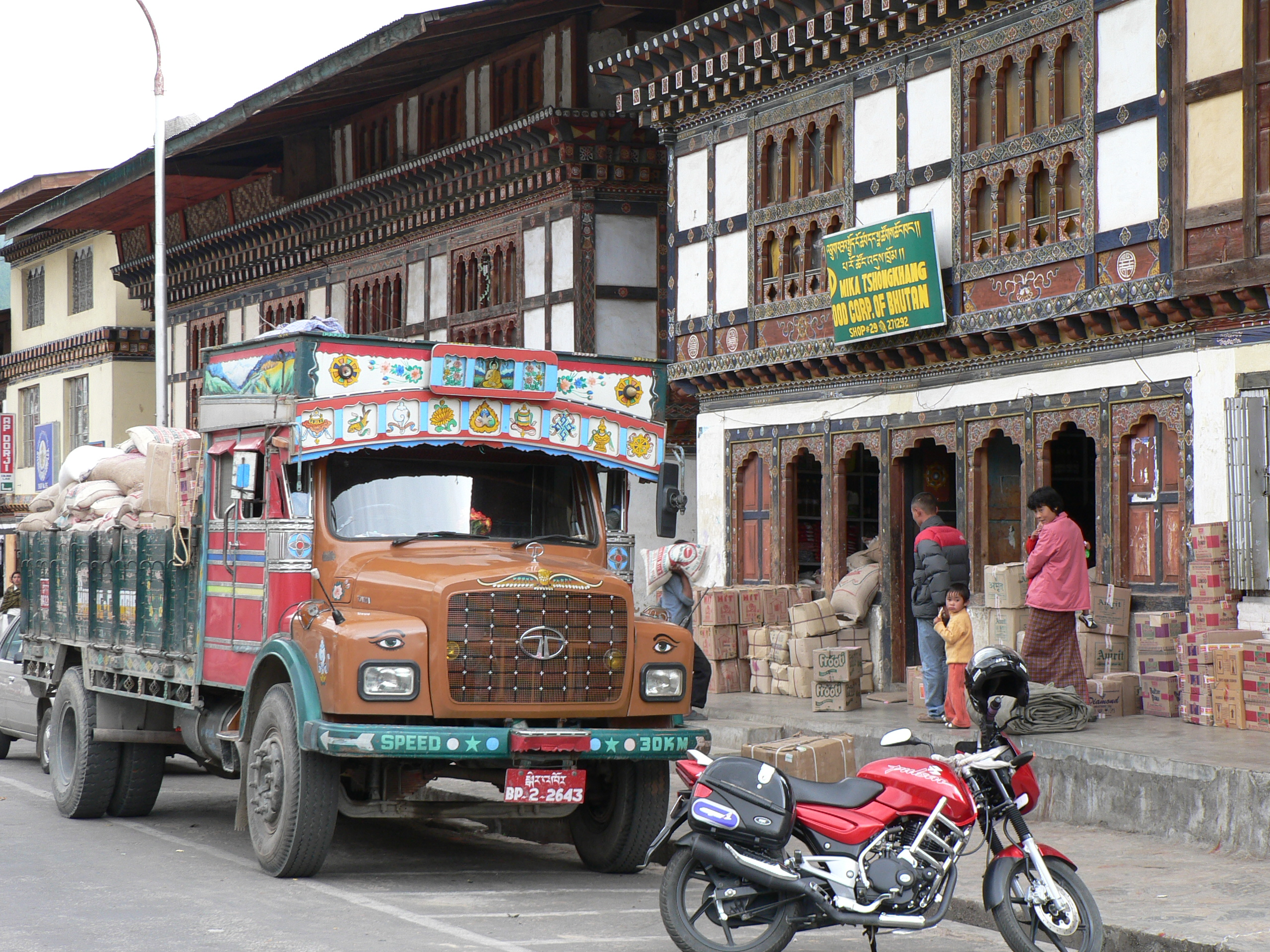
시가지
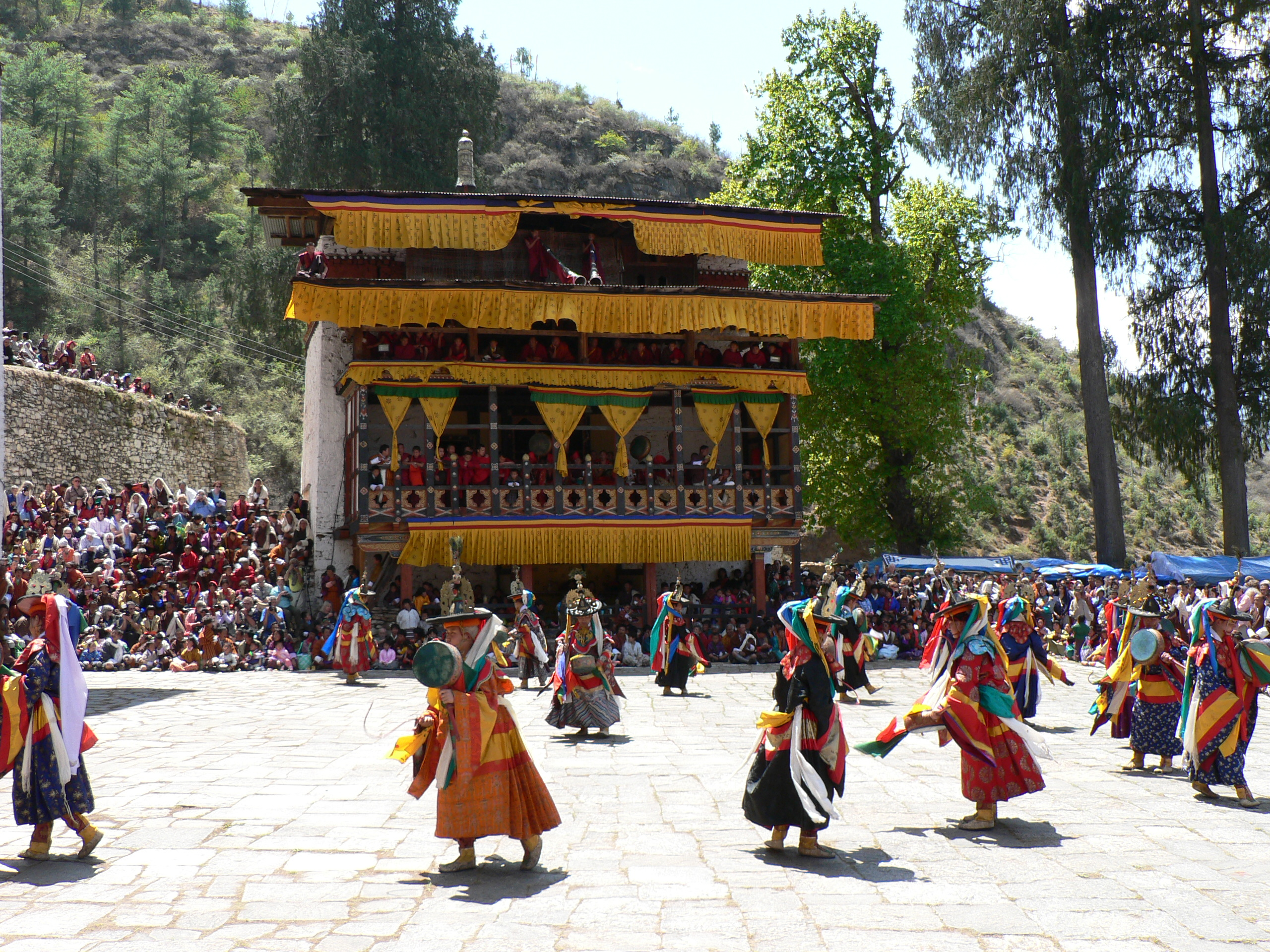
검은 모자를 쓰고 추는 민속춤
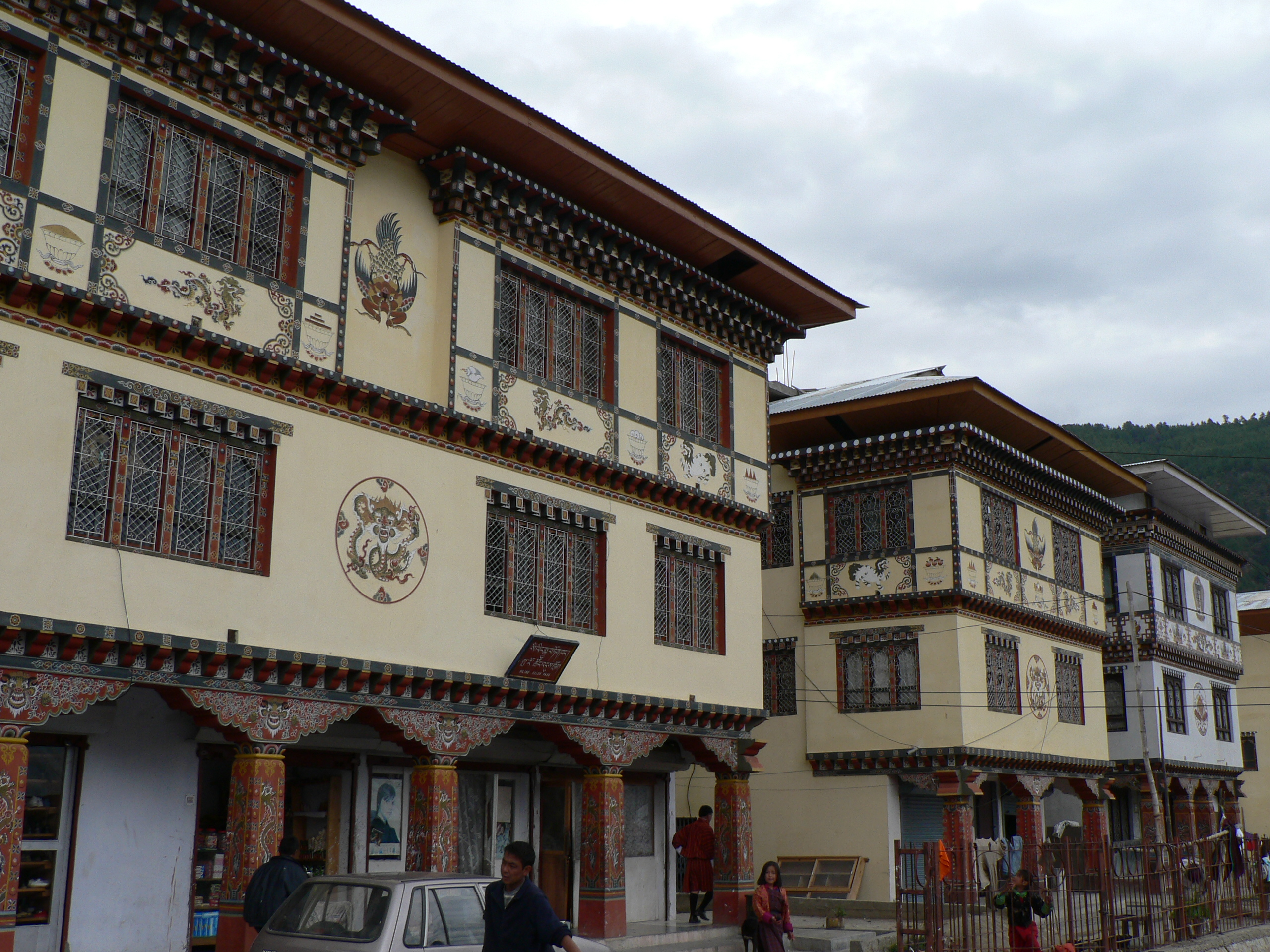
상점
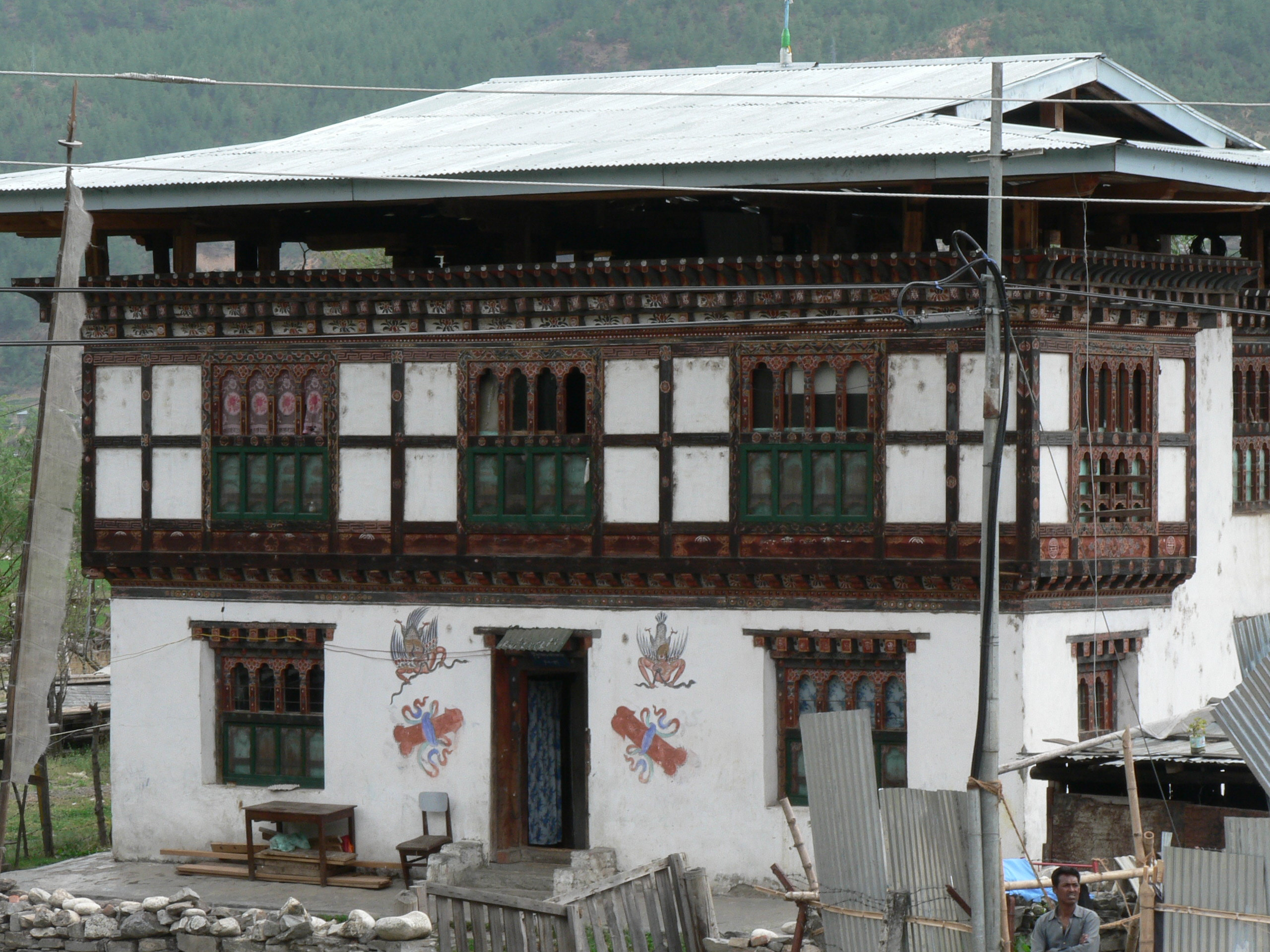
가옥
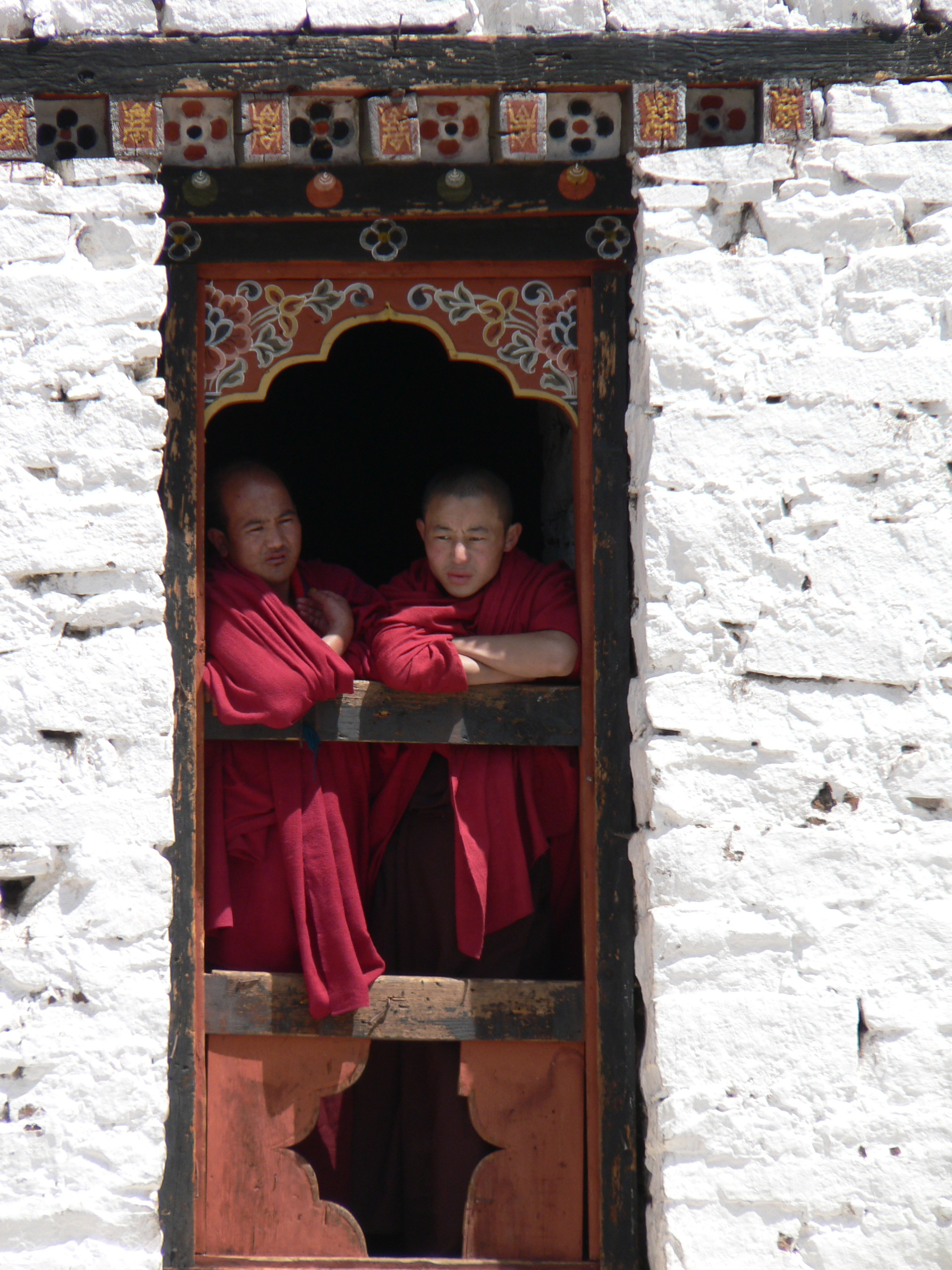
승려
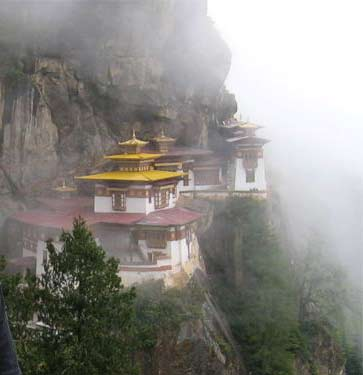
타크창 사원
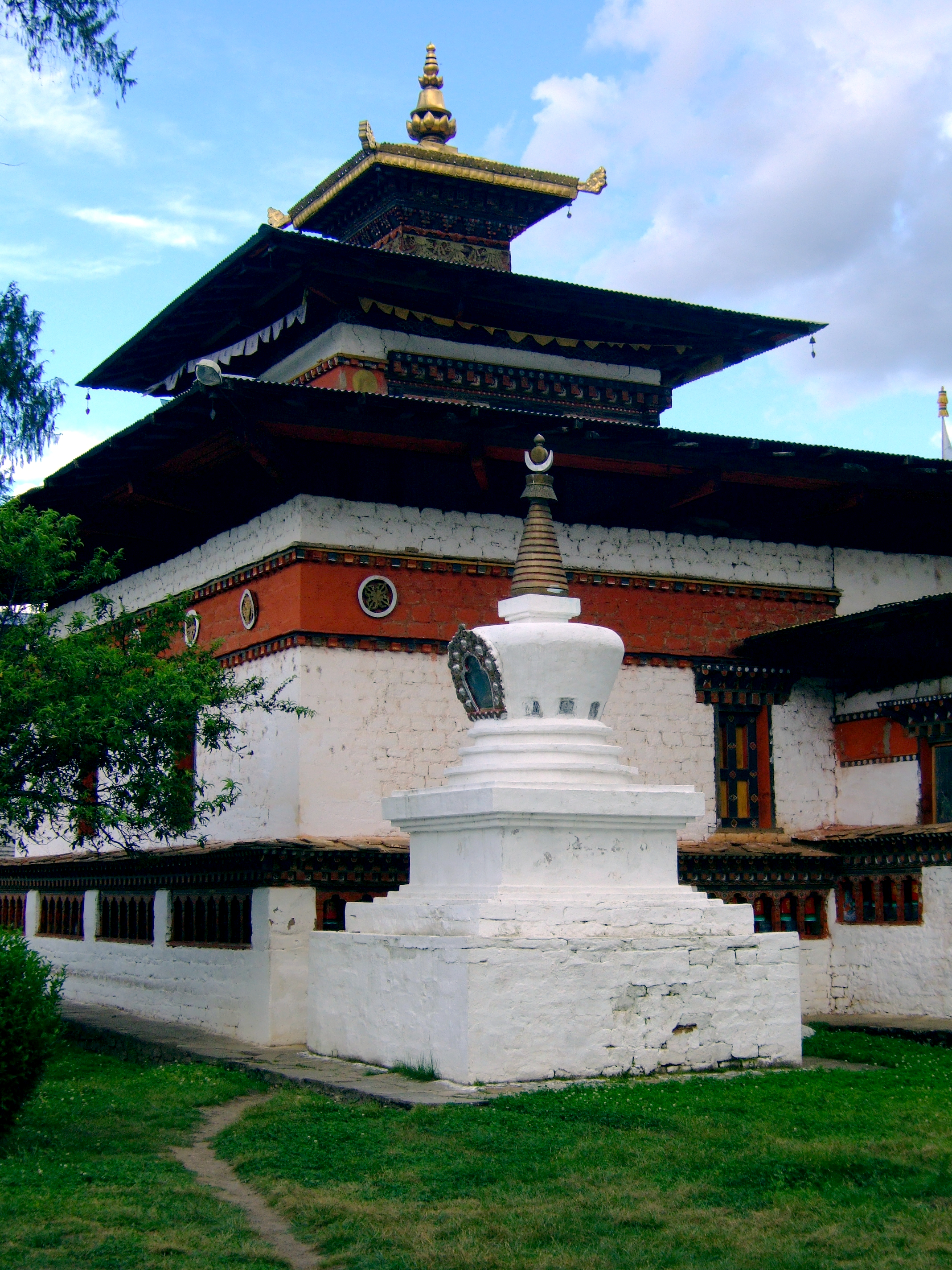
키추 사원

## 같이 보기
- 부탄의 지리